# 扎卡缅斯克
扎卡缅斯克（俄语：Зака́менск）是位于俄罗斯布里亚特共和国的一座城市。位于乌兰乌德西南420公里处。人口12,709人（2002年人口普查）。该地于1893年建立，1944年升格为城镇，1959年改为现名。